# Huso dauricus
Huso dauricus är en anadrom fisk som tillhör ordningen störartade fiskar (Acipenseriformes). Denna är en av de primitivaste ordningarna bland klassen benfiskar, med ett nästan helt broskartat skelett. Arten lever i Amurfloden på gränsen mellan Ryssland och Kina. Den har inget vedertaget svenskt namn, men kallas kaluga på många språk.

## Utseende
Arten är en långsmal, hajliknade fisk med spetsig nos. Ryggfenan har 43 till 57 mjukstrålar, medan analfenan har 26 till 35. Som alla störar saknar den fjäll, men har i stället fem längsgående rader med kraftiga benplattor. Framför den halvmånformiga munnen finns fyra platta skäggtömmar. Färgen är grågrön till nästan svart med ljusare undersida. Den kan nå en längd upp till 6 m och en vikt på 1 ton. Vanligtvis är den dock mindre, med en genomsnittlig längd på 1,5 till 2 m, och vikt på 150 till 400 kg.

## Vanor
Arten lever i större floder, sjöar och kustvatten. Den finns både i en (eller flera) former som huvudsakligen lever i sötvatten, och sådana som vandrar mellan salt- (eller brack)vatten och flodernas sötvatten där de övervintrar. Till skillnad från många andra störar (men i likhet med dess nära släkting husen) är Huso dauricus en ren rovfisk; de ettåriga ungfiskarna lever visserligen på ryggradslösa djur, men sedan övergår de mer och mer till ungfiskar, och de vuxna fiskarna tar enbart fisk. Kannibalism är inte ovanligt.
Medellivslängden är omkring 50 år; som mest kan arten bli åtminstone 80 år gammal.

### Fortplantning
Huso dauricus blir könsmogen vid en ålder av 14 till 21 år för hanar, 14 till 23 år för honor. Den leker från slutet av maj till juli i Amurflodens nedre lopp över grus- och blandad sand- och grusbotten i områden med stark ström. Leken sker inte varje år, utan brukar ha en periodicitet av 4 till 5 år för honor, 3 till 4 år för hanar.

## Utbredning

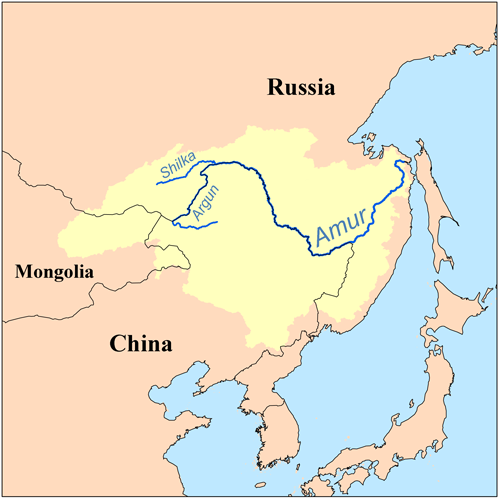
Amurfloden och dess omgivningar i Nordostasien

Arten finns i hela Amurfloden på gränsen mellan Ryssland och Kina, inklusive dess bifloder, vissa sjöar, och Amurs brackvattensutlopp. Ungfiskar kan även påträffas i Ochotska havet.

## Status
Huso dauricus är klassificerad som akut hotad ("CR", underklassificering "A2bd") av IUCN, och beståndet minskar. Främsta orsaken är överfiske, trots att den är fridlyst i Ryssland (och tidigare Sovjetunionen) sedan 1984. Ett betydande fiske sker dock på den kinesiska sidan av floden. En uppfödningsanläggning har inrättats i Luchegorsk i Primorje kraj; den första H. dauricus-kullen därifrån sattes ut i Amurfloden 2007.